# Nash (Texas)
Nash es una ciudad situada en el condado de Bowie, Texas, Estados Unidos. Tiene una población estimada, a mediados de 2022, de 4166 habitantes.

## Geografía
La localidad está ubicada en las coordenadas 33°26′50″N 94°08′04″O / 33.44722, -94.13444 (33.447223, -94.134514). Según la Oficina del Censo, tiene una superficie total de 11.61 km², de los cuales 11.59 km² corresponden a tierra firme y 0.02 km² están cubiertos de agua.

## Demografía

### Censo de 2020
Según el censo de 2020, en ese momento la localidad tenía una población de 3814 habitantes. La densidad de población era de 329.08 hab./km².
| Raza                   | Núm. | Porc.  |
| ---------------------- | ---- | ------ |
| Blancos                | 1933 | 50.7%  |
| Afroamericanos         | 1128 | 29.6%  |
| Amerindios             | 38   | 1.0%   |
| Asiáticos              | 37   | 1.0%   |
| Isleños del Pacífico   | 5    | 0.1%   |
| De otras razas         | 355  | 9.3%   |
| De una mezcla de razas | 318  | 8.3%   |
| Total                  | 3814 | 100.0% |

Del total de la población, el 16.23% eran hispanos o latinos de cualquier raza.